# Günter Seidel
Günter Seidel (* 5. November 1944) ist ein deutscher ehemaliger Fußballtorwart. Für die Betriebssportgemeinschaft Motor Werdau spielte er 1971/72 in der DDR-Liga, der zweithöchsten Spielklasse im DDR-Fußball.

## Sportliche Laufbahn
In der Saison 1970/71 stieg der 26-jährige Torwart Günter Seidel mit der BSG Motor Werdau aus der drittklassigen Bezirksliga Karl-Marx-Stadt in die DDR-Liga auf. Für das Spieleraufgebot für die DDR-Liga-Saison 1971/72 nominierte die BSG Motor Günter Seidel als Torwart Nr. Eins. Der vier Jahre jüngere 2. Torwart Christoph Roth war über die gesamte Spielzeit chancenlos, denn Seidel wurde von Trainer Helmut Gruner in allen 20 Punktspielen eingesetzt. Die BSG Motor wurde Staffelsieger und nahm an den Aufstiegsspielen zur DDR-Oberliga teil. Günter Seidel bestritt alle acht Aufstiegsspiele, dabei kassierte er in der Begegnung gegen den FC Rot-Weiß Erfurt elf Gegentore. Als Tabellenletzter verpasste Motor Werdau den Aufstieg deutlich. In der DDR-Liga-Saison 1972/73 war Günter Seidel wieder als 1. Torwart nominiert worden, er verlor aber seinen Posten an den neu aufgenommenen Peter Meyer, der in allen 22 Ligaspielen zum Einsatz kam. Daraufhin wechselte Günter Seidel zur BSG Fortschritt Seida in die Bezirksliga Gera. Bis zum Ende seiner Karriere kehrte Günter Seidel nicht mehr in den höherklassigen Fußball zurück.

## Hinweis
1. ↑  In den von Leske genannten Station WEMA Plauen und Wismut Aue hat Seidel nachweislich nicht gespielt.

| Personendaten    | Personendaten            |
| ---------------- | ------------------------ |
| NAME             | Seidel, Günter           |
| KURZBESCHREIBUNG | deutscher Fußballtorwart |
| GEBURTSDATUM     | 5. November 1944         |